# Cairns-Gruppe

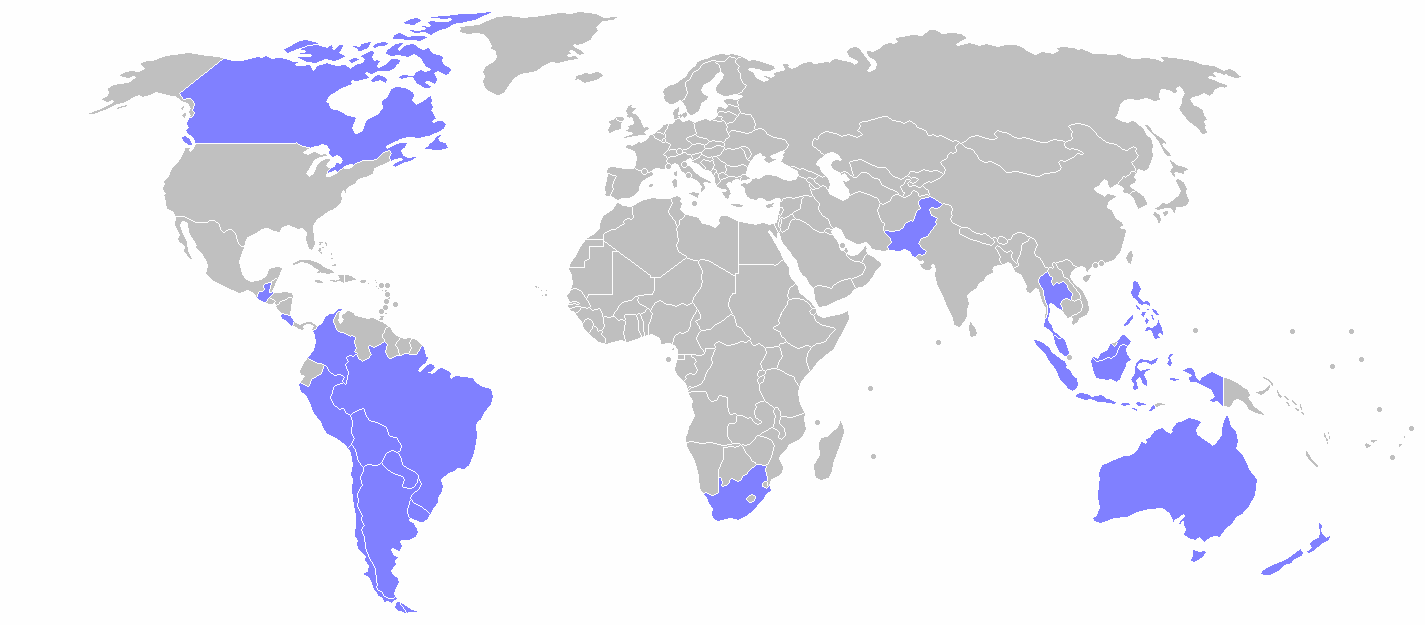
Mitgliedstaaten der Cairns-Gruppe

Die Cairns-Gruppe (englisch: Cairns-Group) ist eine Interessengruppe, die sich aus 19 agrarexportierenden Ländern zusammensetzt. Sie wurde 1986 kurz vor dem Beginn der Uruguay-Runde der GATT gegründet und repräsentiert nach eigenen Angaben etwa ein Drittel der Welt-Agrarexporte. Benannt ist sie nach dem Ort ihres ersten Zusammentretens, dem australischen Cairns.
Die Gruppe besteht neben den Industrieländern Kanada, Neuseeland und Australien hauptsächlich aus Schwellenländern, nämlich noch aus Argentinien, Bolivien, Brasilien, Chile, Costa Rica, Guatemala, Indonesien, Kolumbien, Malaysia, Pakistan, Paraguay, Peru, Philippinen, Südafrika, Thailand, Ukraine und Uruguay.
Neben der Uruguay-Runde und den WTO-Gründungsverhandlungen ist sie vor allem auch in der Doha-Runde aktiv.